# Antracen
Antracen är ett fast polycykliskt aromatiskt kolväte, mer specifikt en acen, som består av tre förenade bensenringar. Det kan framställas från stenkolstjära. Antracen används inom konstgjord produktion av det röda färgämnet alizarin. Det används också till skyddsmedel för skog, insektsmedel, beläggning på material samt till organiska rena kristallscintillatorer. Antracen är färglös men uppvisar en blå (400-500 nm topp) fluorescens under ultraviolett ljus varför den används i vissa scintillatorer.

## Syntes
En klassisk metod för framställning av antracen i laboratoriet är genom cyclodehydration av o-metyl- eller o-metylensubstituerade diarylketoner i den så kallade Elbs-reaktionen (uppkallad efter den tyska kemisten Karl Elbs).

## Reaktioner
Antracen har egenskapen att fotodimerisera under bestrålning av UV-ljus. Detta resulterar i betydliga förändringar för de fysikaliska egenskaperna av materialet.

Antracendimerisering

Dimeren är kopplad genom två kovalenta bindningar som resulterar från [4+4] cykloadditionen. Dimeren återgår till antracen termiskt eller genom UV-bestrålning under 300 nm. Den reversibla bindningen och den fotokromiska egenskapen hos antracen är grunden för många av tillämpningar som använder poly- och monosubstituerade antracenderivat. Reaktionen är känslig för syre.  

Antrakinon

I de flesta andra antracenreaktionerna är den centrala ringen också i fokus eftersom den är mest reaktiv. Elektrofil aromatisk substitution sker vid 9- och 10-positionerna på den centrala ringen, och oxidation av antracen sker lätt vilket ger 9,10-dioxoantracendion eller antrakinon, C14H8O2.

## Användning
Antracen kan också få en hydroxylgrupp för att bilda 1-hydroxiantracen och 2-hydroxiantracen, motsvarande fenol och naftol. Hydroxiantracen kallas också för antrol och antracenol.
Hydroxiantracenderivat är farmakologiskt aktiva och finns till exempel i aloe.
Antracen är en organisk halvledare. Den används till scintillatorer för detektering av fotoner, elektroner samt alfapartiklar. Antracen byts ibland ut mot stilben som visserligen har lägre scintillationseffektivitet men är bättre då urskillning mellan olika laddade partiklars scintillation är viktig. Plaster som PVT kan dopas med antracen för att producera plastscintillatorer som approximativt är vattenekvivalenta för användning inom strålningsterapeutisk dosimetri. Antracens emissionsspektrum har toppar mellan 400 nm och 440 nm.

## Artikelursprung
Den här artikeln är helt eller delvis baserad på material från engelskspråkiga Wikipedia.